# Amuse (Agentur)
Amuse (jap. 株式会社アミューズ, Kabushiki-gaisha Amyūzu, engl. Amuse, Inc.) ist eine bedeutende japanische Talentagentur mit Sitz in Shibuya, Tokio. Sie vertritt zahlreiche Musiker, Schauspieler, Idole und andere Künstler, ebenso Sportler und Models. Das börsennotierte Unternehmen produziert Fernseh- und Radiosendungen, Werbespots und Filme, organisiert Veranstaltungen, stellt Patentanwälte zur Verfügung und entwickelt Musiksoftware.

## Geschichte
Nach der Auflösung der erfolgreichen Popgruppe Candies im Jahr 1978 entschloss sich ihr Manager Yōkichi Ōsato dazu, die Firma Watanabe Production zu verlassen und eine eigene Talentagentur zu gründen. Zu den ersten Künstlern, die Amuse unter Vertrag nahm, gehörten die Southern All Stars. In den 1980er Jahren expandierte Amuse ins Ausland; es übernahm die Firma Brainstorm Music in Kalifornien und eröffnete ein Büro in New York. Mit der Gründung des Tochterunternehmens Amuse Cinema City Inc. erfolgte der Einstieg ins Filmgeschäft. 1991 expandierte Amuse nach Hongkong, 2000 nach Südkorea. 2008 wurde das Label A-Sketch gegründet, ein Joint Venture mit dem Telekommunikationskonzern KDDI, das alle Aktivitäten im Zusammenhang mit der Produktion und dem Vertrieb von Tonträgern übernahm. Seit 2009 besteht das Amuse Museum in Asakusa, das auf traditionelle Textilien und Ukiyo-e spezialisiert ist. 2012 eröffnete Amuse eine Niederlassung in Shanghai, um in den chinesischen Markt zu expandieren.

## Künstler
Die folgende Liste enthält eine Auswahl von Künstlern, die bei Amuse unter Vertrag stehen:
- Atsushi Hashimoto
- Ayaka Komatsu
- Aoi Nakamura
- Babymetal
- Begin
- Beyond
- Cross Gene
- Dean Fujioka
- Eri Fukatsu
- Masaharu Fukuyama
- Flow
- Flumpool
- Sakura Fujiwara
- Yui Makino
- Haruma Miura
- Shūhei Nomura
- Hello Sleepwalkers
- Mayday
- Mihiro
- Riisa Naka
- Nico Touches the Walls
- One Ok Rock
- Yoshinori Okada
- Perfume
- Porno Graffitti
- Sakura Gakuin
- Dori Sakurada
- Takeru Satō
- Lee Seung-gi
- Southern All Stars
- Akari Takaishi
- Toshiyuki Toyonaga
- Keisuke Ueda
- Juri Ueno
- Keisuke Watanabe
- Yuriko Yoshitaka